# Aphètes
Les Aphètes, en grec ancien : Ἀφεταί ou Ἀφέται était un port de Magnésie en Thessalie antique, qui tirerait son nom du départ des Argonautes à partir de celui-ci. 
En 480 avant notre ère, la flotte perse occupe la baie avant la bataille de l'Artémision, dont les Aphètes étaient distants de 80 stades, selon Hérodote. 
L'emplacement du site n'est pas connu et plusieurs localisations sont proposées, dont Áfissos. Les spécialistes modernes identifient le plus souvent les Aphètes avec la baie du village moderne de Plataniás,.
Le village moderne d'Afétes, près d'Áfissos, a été renommé en référence à l'ancien port. 